# ヨハン・バプティスト・ゲオルク・ネルーダ
ヨハン・バプティスト・ゲオルク・ネルーダ（Johann Baptist Georg Neruda、チェコ語: Jan Křtitel Jiří Neruda ヤン・クジュティテル・イジー・ネルダ、1711年ごろ-1776年10月11日）は、チェコ出身でドイツで活動した前古典派のヴァイオリニスト、作曲家。現代では主にトランペット協奏曲によって知られる。

## 生涯
ネルーダの生い立ちははっきりしないがドラバチ (cs:Bohumír Jan Dlabač) によると1706年から1710年ごろにロシツェで生まれたとされる。
ヴァイオリンとチェロを学び、プラハの劇場の管弦楽団に数年間勤めた後、1741-1742年ごろからドレスデンのルトフスキ伯爵に仕え、1750年以前にドレスデンの宮廷ヴァイオリニストの職を得た。
1776年にドレスデンで没した。息子のうち2人はヴァイオリニストとしてドレスデンの宮廷管弦楽団に勤めた。

## 作品
ネルーダの作品は97曲が知られるが、その多くは失われた。その内訳はオペラ1曲（紛失）、宗教歌曲2曲、36曲のシンフォニア、10曲のヴァイオリン協奏曲、ファゴット協奏曲、ホルン協奏曲、33曲のトリオソナタ（うち6曲が1764年に出版）、ヴァイオリンと通奏低音のためのソナタ、舞曲などがある。
もっとも有名な作品はトランペット協奏曲変ホ長調である。この作品はもともとホルン（コルノ・ダ・カッチャ）と弦楽および通奏低音のための協奏曲として1750年ごろにドレスデン宮廷で作曲されたものだが、極端に音が高く、最高音はG6に達する。このため現在ではホルンで演奏されることは稀で、もっぱらトランペット協奏曲として知られる。アレグロ、ラルゴ、ヴィヴァーチェの3楽章からなり、演奏時間は約15分。